# Extreme Smoke 57
Extreme Smoke 57 est un groupe slovène de grindcore, originaire de Nova Gorica.

## Histoire
Extreme Smoke 57 est connu comme le premier groupe de grindcore de Slovénie. Le groupe est formé début 1990 dans la ville de Nova Gorica et a été influencé par des groupes tels que Napalm Death, Sore Throat, Fear of God, Seven Minutes of Nausea et Agathocles. Les membres du groupe ont joué dans différents groupes de grindcore, noisecore, crust, drone, et hardcore comme Patareni, Deeper than World, Cadlag, PureH, Mozak, Panic Overdose, Absent Minded, Ear Slaughter, Diarrhoea, Strobodeath et Psihoza. Extreme Smoke 57 se sépare en 1992, mais se reforme en 2008. Depuis sa reformation, le groupe se produit dans des festivals de musique européens réputés tels que MetalDays, Obscene Extreme, EXIT et Punk Rock Holiday. 
En janvier 2016, Corruption Deteriorates (LP 10 pouces) est publié par le groupe lui-même. En juillet 2017, leur album studio sort sous la forme d'un split 7 pouces avec les vétérans belges du grindcore Agathocles. En mars 2018, une compilation comprenant des enregistrements studio de 1991 à 2018 sort sur le label néo-zélandais Independent Woman Records. La compilation est accompagnée d'un mini CD bonus qui comprend leur dernier concert avant leur séparation en 1992.

## Discographie
- 1991 : Live in Koper, 8.3.1991 + studio demo #2 (Musical Destruction Tapes)
- 1991 : Open Your Eyes… and Die ! studio demo #3 (Wild Rags Records)
- 1992 : Extreme Smoke 57 / The Sexorcist (split 7-inch EP, Sicktone Records)
- 1992 : Second 7-inch EP (7-inch, Psychomania Records)
- 1992 : Live in Leipzig/ Germany, 28.9.1991 (cassette live)
- 1993 : Extreme Smoke 57 / Agathocles (split)
- 1996 : Who Sold the Scene?!? (EP 7-inch, TVG Records)
- 1998 : D.I.Y. (cassette collection)
- 2004 : Extreme Smoke 57 / Patareni (split LP bootleg)
- 2012 : Extreme Smoke 57 / H-Incident (split 7-inch EP)
- 2013 : Extreme Smoke 57 / Deca Debilane (split EP ; Debila Records)
- 2013 : Official Live Tape (Old Grindered Days Records)
- 2014 : Life of No Dreams CD (Necrothrash Records)
- 2014 : Extreme Smoke 57 / 2 Minuta Dreka (split EP)
- 2014 : Who Sold the Scene?!? Live 3 (DVD, Pharmafabric Records)[4]
- 2015 : Live On Radio Student (CD, auto-produit)
- 2016 : Corruption Deteriorates (album 10-inch, auto-produit)
- 2017 : Extreme Smoke  57 / Agathocles (split 7-inch EP, On Parole Productions)